# Bountyphaps obsoleta
Bountyphaps obsoleta — вимерлий вид птахів з родини голубових.

## Етимологія
Родова назва пов'язана з відомим кораблем Баунті, грец. φάψ (phaps) — дикий голуб. Видова назва у перекладі з латини означає «вимерлий», «забутий».

## Поширення
Проживав на острові Гендерсон (Піткерн).

## Морфологія
Це був великий птах, розмірами з Columba чи Ducula, більший, ніж три інших види родини, з якими він співіснував на острові. Через відносно невеликі крила (як для свого розміру тіла), можна припускати, що цей птах був поганим літуном, хоч і не нелітаючим.

## Вимирання
Птах вимер через колонізацію людиною острова Гендерсон 1050 р. н. е.